# Powell River, British Columbia
Powell River är en ort och kommun i Kanada.   Den ligger i distriktet qathet Regional District och provinsen British Columbia, i den sydvästra delen av landet, 3 600 km väster om huvudstaden Ottawa. Powell River ligger 63 meter över havet och antalet invånare är 12 779. Den ligger vid sjön Powell Lake. Powell River Airport ligger nära orten.
Terrängen runt Powell River är platt åt sydväst, men åt nordost är den kuperad. Havet är nära Powell River åt sydväst.Powell River är det största samhället i trakten. 
I omgivningarna runt Powell River växer i huvudsak barrskog. Trakten runt Powell River är nära nog obefolkad, med mindre än två invånare per kvadratkilometer.